# Cryptocephalus excisus
Cryptocephalus excisus es una especie de insecto coleóptero de la familia Chrysomelidae.
Fue descrita científicamente en 1872 por Seidlitz.